# Joachim Conrad Schwartz
Joachim Conrad Schwartz var en kyrkomålare verksam under 1700-talets mitt.
Schwartz var huvudsakligen verksam i Småland och var en av de fyra kyrkomålare som åren 1741–1742 medverkade vid utsmyckningen av Habo kyrka i Västergötland och man antar att Schwartz insats var rätt blygsam. Tillsammans med Johan Kinnerus har han signerat en bildframställning av Nattvardens instiftande men verkets ansiktstyper och draperier överensstämmer med motsvarande detaljer på målningar som Kinnerus har utfört ensam. 